# Léo Gamalho
Leonardo Gamalho de Souza, meglio noto come Léo Gamalho (Porto Alegre, 30 gennaio 1986), è un calciatore brasiliano, attaccante del Mirassol.

## Carriera
Ha giocato nella massima serie dei campionati brasiliano, uruguaiano e sudcoreano.

## Palmarès
- Campionato Baiano: 1

Vitória: 2024